# Jannek Petri
Jannek Petri (* 14. Dezember 1975 in Berlin) ist deutscher Schauspieler und Filmschaffender.

## Leben
Petri absolvierte von 1998 bis 2002 eine Ausbildung an der Hochschule für Schauspielkunst Ernst Busch. Nach ersten Rollen 2000 und 2001 am Berliner Arbeiter-Theater in Berlin, folgten Rollen am Badischen Staatstheater Karlsruhe. Dort spielt Petri seit 2002 in Stücken wie
Blick zurück im Zorn, Peer Gynt oder auch Der schöne Grüne Vogel. Dazwischen lagen auch Engagements vom Ernst Deutsch Theater, Hamburg oder auch dem Staatstheater Braunschweig, wo er im Der Besuch der alten Dame und Der Sturm zu sehen war. Zur Spielzeit 2014/15 kehrte er ins Ensemble des Badischen Staatstheater Karlsruhe zurück.
Seit 2001 hatte er Rollen in diversen Filmproduktionen wie Der Verleger und dem Thriller Kalt ist die Angst. Vom 21. August 2006  bis 15. Januar 2007 spielte Jannek Petri in der Telenovela Schmetterlinge im Bauch auf Sat.1 die Rolle des Mark Eppinger.
Daneben produzierte er die Fernsehserie Heute Müller – Kleinanzeige, wo er bei den meisten Folgen auch die Regie und das Drehbuch übernahm.

## Bühne
- 2000: Trommeln in der Nacht (BAT, Berlin)
- 2001: Fegefeuer in Ingolstadt (Berliner Ensemble)
- 2001: Die Kannibalen (BAT, Berlin)
- 2002: Die Nibelungen (Badischen Staatstheater Karlsruhe)
- 2003: Peer Gynt (Badischen Staatstheater Karlsruhe)
- 2003: Blick zurück im Zorn (Badischen Staatstheater Karlsruhe)
- 2003: Figaros Hochzeit und Scheidung (Schauspiel Stuttgart)
- 2004: Die Gerechten (Badischen Staatstheater Karlsruhe)
- 2005: Kaspars kurzer Traum vom Glück (Badischen Staatstheater Karlsruhe)
- 2005: Um die Wurst (Badischen Staatstheater Karlsruhe)
- 2006: Fräulein Julie (Badischen Staatstheater Karlsruhe)
- 2006: Der schöne Grüne Vogel (Badischen Staatstheater Karlsruhe)
- 2010: Trauer muss Elektra tragen (Ernst Deutsch Theater, Hamburg)
- 2011: Die Stunde da wir nichts voneinander wußten (Badisches Staatstheater Karlsruhe)
- 2012: Freiheit und Glück (Theaterfrühling Viesen)
- 2012–2013: Der Besuch der alten Dame (Staatstheater Braunschweig)
- 2012–2013: Der Sturm (Staatstheater Braunschweig)
- 2014–2015: Alltag & Ekstase (Deutsches Theater Berlin)
- 2015–2016: Monty Python's Spamalot (Badisches Staatstheater)
- 2015–2016: Drei Schwestern (Badisches Staatstheater)
- 2015–2016: Die Kinder des Musa Dagh  (Badisches Staatstheater)
- 2016: Kinder des Olymp (Badisches Staatstheater)

## Filmografie
- 2001: Der Verleger
- 2003: Wir (Regie: Martin Gypkens)
- 2005: Gisela
- 2005: Leonys Aufsturz
- 2006–2007: Schmetterlinge im Bauch (6 Episoden)
- 2007: Der Butler und die Prinzessin
- 2007: R.I.S. - Die Sprache der Toten (Episode Der jüngste Tag)
- 2007: Hello Goodbye (Regie: Stefan Jäger)
- 2007: Dunkel war's
- 2014: Heute Müller – Kleinanzeige (Episode Transit Müller)
- 2017: Kalt ist die Angst
- 2018: Tatort: Anne und der Tod (Fernsehreihe)

## Hörfunk-Features / -Dokumentationen
- 2006: Schiefe Gedanken von Martiern, Menschen und Ameisen – Die phantastischen Welten des Kurd Laßwitz – Autor: Thomas Gaevert – SWR2, 30 Min.
- 2014: Spitzelnde Freunde – Deutschland und der amerikanische Geheimdienst NSA – Autor: Thomas Gaevert – SWR2 Feature, 55 Min.
- 2016: Kleine weiße Friedenstaube – Ein DDR-Kinderlied und seine Schöpferin – Autor: Thomas Gaevert – SWR2 Tandem, 9. März 2016, 25 Min.